# 아우카사우루스
아우카사우루스(Aucasaurus)는 중생대 백악기 후기, 오늘날의 아르헨티나에 서식한 육식공룡이다. 곤드와나대륙에 가장 특징적인 육식공룡인 아벨리사우루스과에 속한다. 전체 몸길이는 약 5.5~6.2m, 체중은 700kg 정도 되었을 것으로 추정된다.